# گریگوریفکا (شهرستان ایسیق‌کول)
گریگوریفکا (به لاتین: Grigor'yevka) یک روستا در قرقیزستان است که در شهرستان ایسیق‌کول واقع شده‌است. گریگوریفکا ۵٬۱۳۳ نفر جمعیت دارد و ۱٬۷۸۰ متر بالاتر از سطح دریا واقع شده‌است.